# Lecithocera mazina
Lecithocera mazina – gatunek motyli z rodziny Lecithoceridae i podrodziny Lecithocerinae.
Gatunek ten opisany został w 1910 roku przez Edwarda Meyricka, który jako miejsce typowe wskazał Simlę.
Motyl o brązowawoochrowej, rozjaśnionej po bokach głowie, białawoochrowych i ciemno nakrapianych czułkach, ochrowożółtych i brunatnoszarych na końcu głaszczkach oraz brunatnoszarym tułowiu. Przednie skrzydła o rozpiętości 14 mm wydłużone i ku tyłowi nieco rozszerzone, o krawędzi kostalnej nieco łukowatej, tępym wierzchołku i skośnym, nieco zaokrąglonym termenie. Barwa skrzydeł przednich jasnoszarawoochrowa z gęsto rozmieszczonym brunatnoszarym nakrapianiem i jasnoszarawoochrową, gdzieniegdzie przyciemnioną strzępiną. Tylne skrzydła jasnobrunatnoszare z szarobiaławymi strzępinami. Odwłok jasnobrunatnoszary.
Gatunek endemiczny dla Pendżabu.